# Степне (Куртамиський округ)
Степне́ (рос. Степное) — присілок у складі Куртамиського округу Курганської області, Росія.
Населення — 123 особи (2010, 161 у 2002).
Національний склад станом на 2002 рік:
- росіяни — 79 %